# Fabienne Larouche
 (septembre 2021).
Si vous disposez d'ouvrages ou d'articles de référence ou si vous connaissez des sites web de qualité traitant du thème abordé ici, merci de compléter l'article en donnant les références utiles à sa vérifiabilité et en les liant à la section « Notes et références ».
 (septembre 2021).
Pour les articles homonymes, voir Larouche.
Fabienne Larouche, née le 26 octobre 1958 à Saint-André-du-Lac-Saint-Jean (Québec), est une scénariste et productrice québécoise.

## Biographie
Fabienne Larouche est née en 1958 à Saint-André-du-Lac-Saint-Jean au Québec.
Elle a co-écrit les séries Scoop, Innocence, Paparazzi, Miséricorde et Urgence, avant d'entamer l'écriture en solo de la quotidienne Virginie qui sera en ondes de 1996 à 2010.
Fabienne Larouche se spécialise dans les séries dramatiques, à portée psycho-sociale, même si elle produit aussi des comédies et des documentaires. Comme scénariste, elle a écrit plus de 1500 heures de fictions qui ont été produites et diffusées. Elle a écrit 570 épisodes de Virginie, ainsi que de nombreuses heures de séries télévisées telles que Scoop, Urgence, Paparazzi, et Fortier, depuis son bureau à domicile. 
Elle habite dans les Laurentides, au nord de Montréal.

## Filmographie

### Comme scénariste
- 1988-1989 : Lance et compte (feuilleton télévisé)
- 1992-1995 : Scoop (série télévisée)
- 1994 : Miséricorde (série télévisée)
- 1996 : Innocence (série télévisée)
- 1996-2010 : Virginie (série télévisée)
- 1996-1997 : Urgence (série télévisée)
- 1997 : Le Masque (série télévisée)
- 1997 : Paparazzi (série télévisée)
- 2000-2004 : Fortier (série télévisée)
- 2002-2003 : Music Hall (série télévisée)
- 2006 : Un homme mort (série télévisée)
- 2010-2014 : Trauma (série télévisée)
- 2011-2016 : 30 vies (série télévisée)

### Comme productrice
- 1996 - 2010 : Virginie (série télévisée)
- 2000 - 2004 : Fortier (série télévisée)
- 2002 - 2003 : Music Hall (série télévisée)
- 2004 - 2006 : Les Bougon, c'est aussi ça la vie! (série télévisée)
- 2006 : Un homme mort (série télévisée)
- 2008 : Documentaire: Lucien Rivard
- 2008 : Le Piège américain
- 2010 : Route 132
- 2010 - 2014 : Trauma (série télévisée)
- 2011 - 2016 : 30 vies (série télévisée)
- 2012 - 2019 : Unité 9 (série télévisée)
- 2012 : Documentaire: Corno, corps et âme
- 2016-2018: Blue Moon (série télévisée)
- 2016-2019 : Ruptures (série télévisée)
- 2016 : Votez Bougon
- 2016 - 2022: District 31 (série télévisée)
- 2018 - 2019 : Cheval-Serpent (série télévisée)
- 2018 : Clash (série télévisée)
- 2019 - 2022 : Toute la vie (série télévisée)
- 2021 : Doute raisonnable (série télévisée)
- 2021 : Sans rendez-vous (série télévisée)
- 2021 : Le Bonheur (série télévisée)
- 2022 : Les Yeux fermés (série télévisée)
- 2022 : Stat (série télévisée)
- 2024 - : Les Armes (série télévisée)

## Récompenses et distinctions

### Récompenses
- 2011 - Chevalier de l'Ordre national du Québec (Fabienne Larouche, Chevalière)
- 2012 - Prix de lutte contre l'homophobie, Fondation Émergence[2]
- 2022 - Doctorat honoris causa de l'Université du Québec à Chicoutimi[3].